# Gestapo

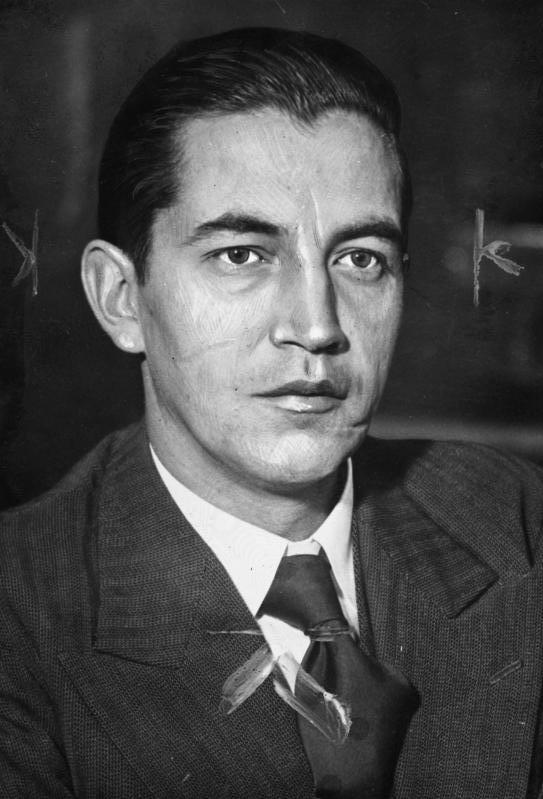
Rudolf Diels, a Gestapo első parancsnoka (Bundesarchiv, Bild 183-K0108-0501-003)

A Gestapo (Geheime Staatspolizei, magyarul „titkos államrendőrség” rövidítése) a Harmadik Birodalom politikai titkosrendőrsége volt 1934-től. Szervezője Hermann Göring, feladata a nemzetiszocialista Németország államrendjének védelme volt. A második világháború után a Nemzetközi Katonai Törvényszék háborús bűnös szervezetnek nyilvánította.

## Története
1933. január 30-án Paul von Hindenburg Adolf Hitlert nevezte ki birodalmi kancellárrá, Göring pedig a porosz belügyminisztérium birodalmi megbízottja lett, és már aznap kinevezte Rudolf Dielst a porosz politikai rendőrség osztályvezetőjévé. Április 26-i rendeletével – immár porosz miniszterelnökként – a Porosz Titkosrendőrséget Titkos Államrendőrségi Hivatal-lá (német nevén Geheime Staatspolizeiamt, Gestapa) alakította át. A Gestapa névből Diels kezdeményezésére lett Gestapo. 1934. április 1-jén Dielst elbocsátották, pozícióját április 20-i hatállyal Heinrich Himmler vette át.
1934-ben Himmlert, az SS birodalmi vezetőjét bízták meg a vezetésével. Himmler átszervezte a Gestapót, az alkalmatlan vezetőket elbocsátotta, és helyükre SS-tiszteket nevezett ki. 1936-ban egyesítették a Gestapót a Kripóval (Kriminalpolizei – Bűnügyi Rendőrség), így létrejött a SiPo (Sicherheitspolizei – Titkosrendőrség). 1939-ben a SiPót egyesítették az SD-vel (Sicherheitsdienst – Biztonsági Szolgálat, Hírszerzés) RSHA néven (Reichssicherheitshauptamt – Birodalmi Biztonsági Főhivatal). Az RSHA vezetője 1942-ig Reinhard Heydrich Obergruppenführer volt, így az ő közvetlen főnöke lett Himmler. A Főhivatal hét hivatalra (Amt) tagozódott. Ezek egyike lett a Gestapo, melynek vezetésével Heinrich Müller SS-Gruppenführert bízták meg, aki az összeomlásig töltötte be a posztot. A Gestapo legfőbb feladata a náci Németország államrendjének védelme volt.

## A háború után
1945-ben a Nürnbergi per során emberiség elleni bűntettekkel vádolták a Gestapót és vezetőit, a szervezetet feloszlatták. A legtöbb vezetőt azonban nem sikerült felelősségre vonni: Himmler öngyilkos lett, Heydrich pedig pár évvel korábban, 1942-ben merénylet áldozata lett. A fontosabb vezetők közül Ernst Kaltenbrunnert, aki Heydrich után lett az RSHA vezetője, Nürnbergben halálra ítélték, majd végrehajtották rajta az ítéletet, Heinrich Müller (aki 1945. május 2-án evakuálta a Gestapo irattárát)[forrás?] pedig nyomtalanul eltűnt.